# اولیویه بویون
اولیویه بویون (به فرانسوی: Olivier Bohuon) (زاده ۳ ژانویه ۱۹۵۹) کارآفرین، بازرگان و مدیر ارشد اجرایی فرانسوی است، که در حال حاضر به‌عنوان مدیر عامل اجرایی شرکت اسمیت اند نفیو فعالیت می‌کند.